# Überspringzug

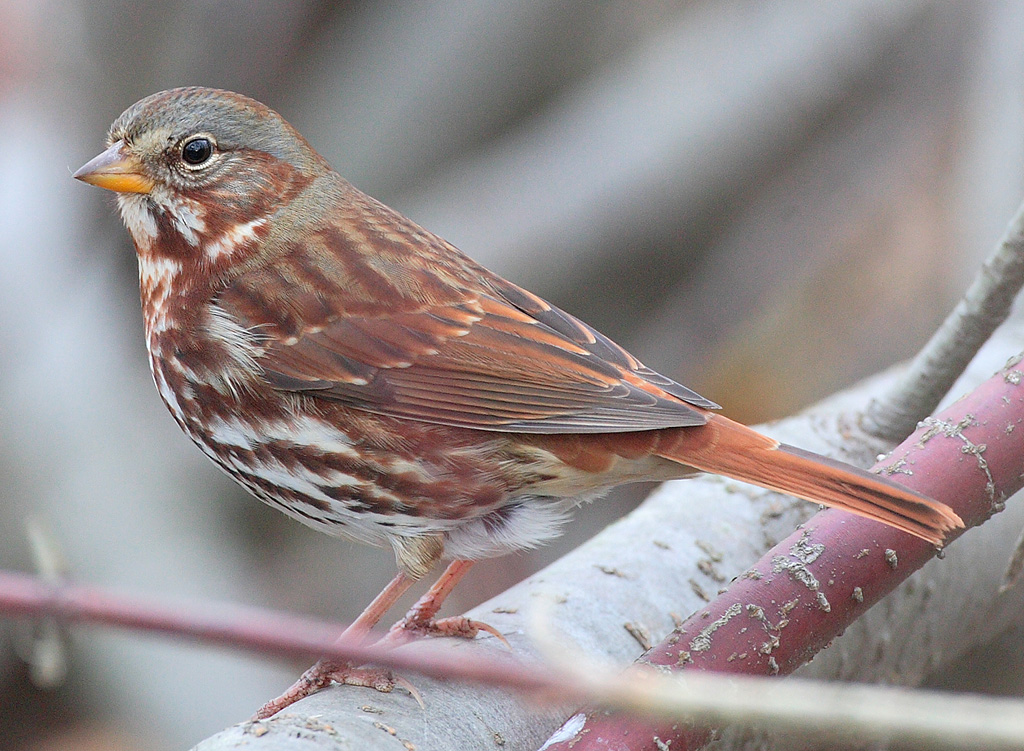
Ein Beispiel für „Überspringzug“: die nordamerikanische Fuchsammer

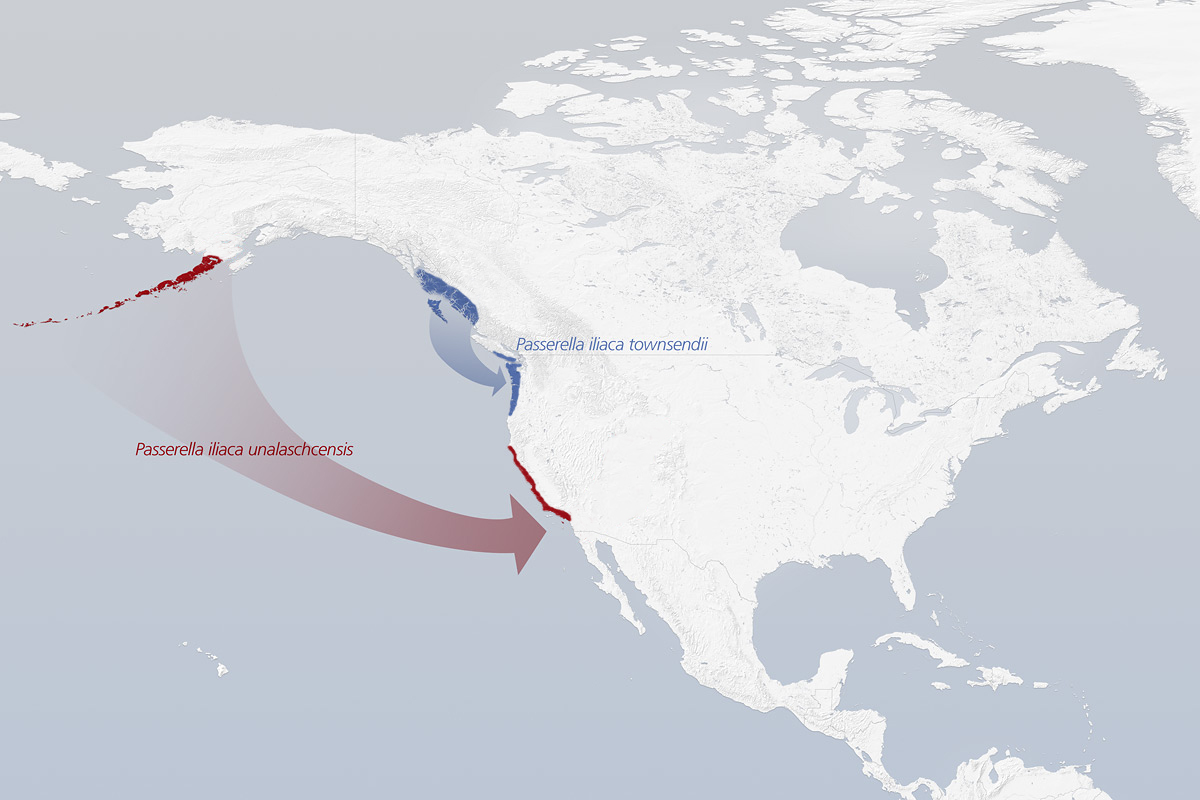
Die Unterart unalaschcensis überwintert südlich des Verbreitungsgebietes von townsendi

Der Begriff Überspringzug oder Überrollzug (engl. “leapfrog migration”, von leapfrog = Bockspringen) bezeichnet in der Ornithologie ein bestimmtes Zugmuster innerhalb einer Art. Dabei zieht eine – meist nördlicher brütende – Population über das  – meist südlicher gelegene – Brut- oder Überwinterungsgebiet einer anderen Population hinweg oder daran vorbei, um in weiter entfernt gelegenen Gebieten zu überwintern. Die Vögel der „übersprungenen“ Population ziehen nicht so weit, es handelt sich meist um Standvögel, Kurzstrecken- oder Teilzieher.
Ein solches Migrationsmuster entsteht vermutlich meistens dadurch, dass eine Art ihr Verbreitungsgebiet nach Norden ausdehnt. Aufgrund der dort vorherrschenden klimatischen Verhältnisse sind die nördlichen Populationen gezwungen, im Winter in wärmere Gebiete abzuwandern. Dabei durchziehen sie auch das Gebiet der Ursprungspopulation, können aber hier nicht überwintern, da die dort lebenden Vögel als Nahrungskonkurrenten auftreten und mit ihren Kenntnissen der lokalen Bedingungen zudem im Vorteil sind. Daher ist es für beide Populationen vorteilhaft, wenn der ziehende Teil in andere Regionen ausweicht, auch wenn sich dadurch ein längerer Zugweg ergibt. Die Population, die in ihren Brutgebieten überwintert (oder nur kurze Strecken wandert) kann recht früh das Brutgeschäft antreten, die ziehende Population kann in den Überwinterungsgebieten ausharren, bis die Konditionen für einen Rückzug gegeben sind.
Ein Beispiel für ein solches Zugverhalten ist die nordamerikanische Fuchsammer (Passerella iliaca), die entlang der Westküste von Mexiko bis nach Alaska vorkommt und sich vermutlich von Süden aus ausgebreitet hat. Die nördliche Unterart unalaschcensis, die auf den Alëuten brütet, überwintert in Kalifornien. Das ist sehr viel weiter südlich, als das Verbreitungsgebiet der Unterart townsendi, die an der Westküste Kanadas brütet und im Nordwesten der USA überwintert.
Ähnliche Zugmuster wurden auch bei eurasischen Arten wie der Singdrossel oder dem Sandregenpfeifer  festgestellt.
Der Begriff „leapfrog migration“ ist nicht zu verwechseln mit dem sogenannten “leap-frogging”, das als Balzverhalten bei einigen Vogelarten zu beobachten ist.